# Artario
Artario (acadio Arteremu) era un miembro de la familia real Aqueménida, hijo de Jerjes I. Sirvió como sátrapa (gobernador) de Babilonia durante el reinado de su hermano Artajerjes I (465 - 424 a. C.).
No se conoce su rol durante la crisis sucesoria producida después de la muerte de Jerjes (c. 465), en la cual sus hermanos Darío e Histaspes murieron asesinados por Artajerjes. Según la información proporcionada por el historiador griego Ctesias, Menostanes, hijo de Artario, comandó un ejército que fue derrotado por el sátrapa rebelde Megabizo (c. 455), y el propio Artario tomó parte en las negociaciones que condujeron a la reconciliación del rebelde con el rey Artajerjes.
Artario (Artaremu) aparece ocasionalmente en el archivo de documentos comerciales de la familia Murashu de Nippur durante el período 431-424 a. C. Allí también es mencionado Menostanes (Manuštånu), del mismo modo que un supuesto hermano suyo de nombre Uštapånu, el cual se trataría por lo tanto de un hijo de Artario, aunque la evidencia es considerada escasa (Donbaz & Stolper). Artario desaparece del archivo de Marashu después de la muerte Artajerjes I y el ascenso al trono de su hijo Darío II (c. 424/423), cayendo su familia en desgracia. Fue sucedido como sátrapa de Babilonia por cierto Gobrias (Gubaru en el archivo de Marashu).

## Citas clásicas
- Ctesias, 41, 42.